# 嘉義大天后宮
嘉義大天后宮，現為嘉義城隍廟大天后宮，俗稱諸羅媽祖，位於台灣嘉義市嘉邑城隍廟後殿，也是存在於1717年至1906年間的一座媽祖廟。

## 歷史

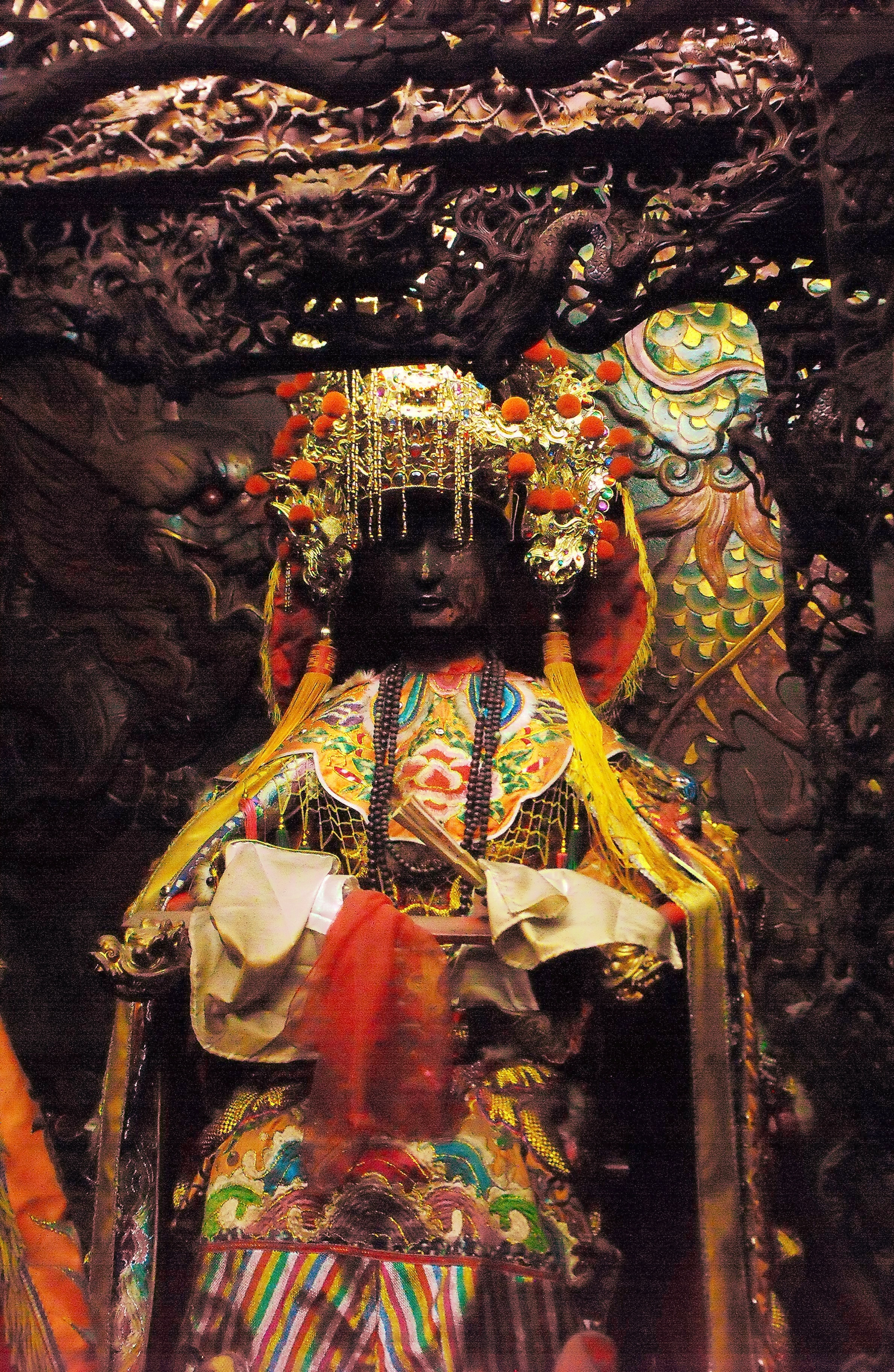
殿內大媽祖（原諸羅城大天后宮）

清代康熙五十六年（1717年）諸羅縣知縣周鍾瑄在諸羅縣城內起建天妃宮，其廟址位於縣署之南、城隍廟之北，為諸羅城內三大古廟之一。乾隆五十六年（1791年）嘉義知縣單瑞龍擴大重建後並更名為大天后宮。日治明治三十九年（1906年）三月時發生丙午大地震，震垮了嘉義市區許多建物及大天后宮。地震過後政府為了重整嘉義市區和開闢新道路（今忠孝路、光彩街）而拆除大天后宮，當時信眾將媽祖和其它宮內神尊移駕到嘉義城隍廟後殿供奉。
民國六十九年（1980年），城隍廟增購後殿大樓地基，以當時神尊實在太多而無法放置，同年歲末拆除後殿，重建大樓為六層，民國七十四年（1985年）完工後，同年10月並舉行乃入火大座儀式，而拜／正殿保留者日治時期廟貌。大樓規劃是由出自匠師謝自南（页面存档备份，存于）之手。

## 註解
1. ↑  資料來源是中國科技大學建築系溫峻瑋講師於講課時所提及後殿大樓的由來。